# Daniel Silva dos Santos
Daniel Silva dos Santos, in Brazilië beter bekend onder zijn voetbalnaam Daniel Tijolo (Cabo Frio, 30 mei 1982 – Cabo Frio, 10 februari 2019), was een Braziliaans voetballer.

## Carrière
Daniel kwam aanvankelijk uit voor Cabofriense uit zijn geboorteplaats Cabo Frio en Mixto EC. Hij keerde in 2005 terug bij Cabofriense, dat hem vanaf 2006 achtereenvolgens verhuurde aan Paysandu, Ituano, Cruzeiro en São Caetano. In 2009 verkaste Daniel Tijolo naar Japan, waar hij uitkwam voor Ventforet Kofu (2009-2012) en Nagoya Grampus (2012-2014). Hij keerde in het eerste half jaar van 2014 kortstondig terug in Brazilië, waar hij speelde voor zijn eerste club Cabofriense en Vila Nova FC. Daarna kwam hij van 2014 tot 2016 uit voor Oita Trinita in de J2 League.
Nadat er in 2016 bij Tijolo kanker werd geconstateerd, beëindigde hij zijn voetballoopbaan en keerde hij terug naar Brazilië. Hij was in 2018 actief als jeugdtrainer bij Cabofriense. In februari 2019 overleed hij op 36-jarige leeftijd.